# Monastère de Gorčince
Le monastère de Gorčince (en serbe cyrillique : Манастир Смиловци ; en serbe latin : Manastir Smilovci) est un monastère orthodoxe serbe situé à Gorčinci, dans la municipalité de Babušnica et dans le district de Pirot, en Serbie. Il est inscrit sur la liste des monuments culturels protégés de la république de Serbie (identifiant no SK 1913),.
L'église du monastère est dédiée à sainte Parascève,.

## Présentation
L'ensemble monastique est constitué de l'église, d'un clocher et d'un vieux konak,.
L'église a été reconstruite en 1868 sur les fondations d'un bâtiment plus ancien ; elle a servi d'église monastique jusqu'en 1880, date à laquelle elle est devenue l'église paroissiale des villages de Gorčinci et Izvor. Elle s'élève sur un plan trilobé, avec des murs en pierre de taille ; la nef est prolongée par une abside demi-circulaire et divisée en trois travées ; au-dessus de la travée centrale se trouve une coupole qui s'appuie sur une voûte en berceau et un tambour circulaire ; à l'extérieur, un dôme correspond à la coupole mais avec un tambour octogonal,. Les façades sont rythmées par des ouvertures rectangulaires et deux portails, l'un à l'ouest, l'autre au sud.
Dans l'espace de l'autel, les niches demi-circulaires sont occupées par deux proscomidies et un diakonikon. 
Les demi-calottes des niches latérales ont été peintes en 1881 selon la technique des fresques a secco, ; on en repère encore quelques caractéristiques stylistiques comme la fermeté du dessin et l'usage du bleu et de l'ocre. De l'iconostase il ne reste que la structure vide,. Trois icônes du trône ont été conservées, exécutées selon la technique de la détrempe sur bois ; par leurs couleurs, leur dessin et le traitement des visages, elle signalent un maître expérimenté de la fin du XIXe siècle.